# 巨大蟑螂
巨大蟑螂（學名：Megaloblatta longipennis）是一種姬蜚蠊科的蟑螂。依照長度和翼展來看是現存最巨大的蟑螂。

## 描述
M. longipennis的成員以其巨大的尺寸聞名；最大的標本長度有3.8英寸（97），寬度為1.75英寸（44），翼展後有8英寸（200）。

## 來源
1. ↑  . www.catalogueoflife.org.   [2021-04-09]. （原始内容存档于2022-08-03）.
2. ↑  . Guinness World Records.   [2021-04-09]. （原始内容存档于2022-08-03） （英国英语）.